# Kings (film 2007)
Kings è un film del 2007 diretto da Tom Collins.